# Krzysztof Dorosz
Krzysztof Dorosz (ur. 1945) – eseista i publicysta, autor wielu artykułów i książek o tematyce religijnej. Blisko dwadzieścia lat pracował jako dziennikarz radiowy w Polskiej Sekcji BBC w Londynie. W latach siedemdziesiątych i osiemdziesiątych współpracował z emigracyjnym kwartalnikiem „Aneks”. Od roku 1989 publikuje eseje z dziedziny kultury i religii w krakowskim miesięczniku „Znak”, warszawskiej „Więzi”, w „Tygodniku Powszechnym” i w „Przeglądzie Politycznym”. W latach 2002–2003 redaktor naczelny miesięcznika ewangelicko-reformowanego „Jednota”.

## Publikacje
- Dorosz, Krzysztof. Malcolm Lowry's infernal paradise. Uppsala: University of Uppsala, 1976. ISBN 91-554-0459-6.
- Dorosz, Krzysztof. Faust współczesny czyli De pacto hominis politici cum diabolo. Kraków: „Promieniści”, 1984.
- Dorosz, Krzysztof. Kuroń, Michnik, lewica, chrześcijaństwo. Warszawa: Wydawnictwo Punkt, 1985.
- Dorosz, Krzysztof. Maski Prometeusza: eseje konserwatywne. Londyn: Aneks, 1989. ISBN 0-906601-63-0.
- Dorosz, Krzysztof. Sztuka wolności. Kraków: Wydawnictwo Znak, 2002. ISBN 83-240-0222-7.
- Dorosz, Krzysztof. Bóg i terror historii. Warszawa: Wydawnictwo Literackie Semper, 2010. ISBN 978-83-7507-140-5.
- Dorosz, Krzysztof, Obirek, Stanisław. Między wiarą a kościołem: listy o szukaniu drogi. Warszawa: Wydawnictwo Czarna Owca, 2010. ISBN 978-83-7554-221-9.